# Ghiacciaio del Basòdino
Ghiacciaio del Basòdino – lodowiec o długości 1,5 km (2005 r.) i powierzchni 2,31 km² (1973 r.).
Lodowiec położony jest w Alpach Lepontyńskich w kantonie Ticino w Szwajcarii.